# Chrysiptera rex
Chrysiptera rex es una especie de peces de la familia Pomacentridae en el orden de los Perciformes.

## Morfología
Los machos pueden llegar alcanzar los 7 cm de longitud total.

## Hábitat
Es un pez de mar.

## Distribución geográfica
Se encuentran en las Islas Ryukyu, Taiwán, Filipinas, República de Palau, Indonesia, Nueva Guinea, Islas Salomón, Vanuatu, Nueva Caledonia y la Gran Barrera de Coral.